# Semmering
Semmering är en kommun i distriktet Neunkirchen i förbundslandet Niederösterreich i Österrike. Det är en berömd skidort, där världscupdeltävlingar i alpin skidåkning avgjorts många gånger. Då järnvägen Semmeringbanan stod färdig 1854, kunde turister från Wien ta tåget dit. Kommunen har 605 invånare (2024).
Kommunen består av en ort (Ortschaft): Semmering-Kurort